# Santiago (ort i Colombia, Putumayo, lat 1,15, long -77,00)
Santiago är en ort i Colombia.   Den ligger i departementet Putumayo, i den sydvästra delen av landet, 500 km sydväst om huvudstaden Bogotá. Santiago ligger 2 115 meter över havet och antalet invånare är 2 715.
Terrängen runt Santiago är huvudsakligen kuperad, men västerut är den bergig. Santiago ligger nere i en dal. Runt Santiago är det glesbefolkat, med 14 invånare per kvadratkilometer. Närmaste större samhälle är Sibundoy, 10,9 km nordost om Santiago. I omgivningarna runt Santiago växer i huvudsak städsegrön lövskog.